# Raocun
Raocun (kinesiska: 饶村, 饶村乡) är en socken i Kina. Den ligger i provinsen Hunan, i den södra delen av landet, omkring 110 kilometer nordost om provinshuvudstaden Changsha. Antalet invånare är 13264. Befolkningen består av 6 349 kvinnor och 6 915 män. Barn under 15 år utgör 16,0 %, vuxna 15-64 år 72 %, och äldre över 65 år 11,0 %.
Genomsnittlig årsnederbörd är 2 078 millimeter. Den regnigaste månaden är maj, med i genomsnitt 321 mm nederbörd, och den torraste är januari, med 54 mm nederbörd.